# Liste der Tejobrücken
Die Liste der Tejobrücken nennt Brücken über den Tejo in Portugal. Brücken in Spanien über den dort Tajo genannten Fluss werden in der Liste der Tajobrücken aufgeführt.
Die Liste beginnt an seiner Mündung in Lissabon und endet mit der Ponte de Portas de Ródão bei Vila Velha de Ródão über den von der Staumauer von Fratel aufgestauten Tejo. Auf den flussaufwärts folgenden 76 km (bzw. 67 km Luftlinie) bis zur Brücke von Alcántara nahe dem gleichnamigen Ort in der spanischen Provinz Extremadura gibt es die Talsperre Cedillo auf der portugiesisch-spanischen Grenze, aber keine Brücke. Zu beiden Seiten des Flusses, der hier auf ca. 48 km die gemeinsame Grenze bildet, wurden Naturparks eingerichtet.
In der Spalte „Funktion“ steht Straße für eine Straßen- und Schiene für eine Eisenbahnbrücke. Unter Beton ist in der Regel Spannbeton zu verstehen. Eisen steht für Schmiedeeisen.

## Brücken über den Tejo in Portugal
| Bild | Name                                         | Lage                                                | Funktion       | Baujahr | Konstruktion                   | Material | max. Weite in m | Länge in m | Anmerkungen                                                                  |
| ---- | -------------------------------------------- | --------------------------------------------------- | -------------- | ------- | ------------------------------ | -------- | --------------- | ---------- | ---------------------------------------------------------------------------- |
|      | Ponte 25 de Abril                            | Lissabon, Almada 38° 41′ 23,1″ N, 9° 10′ 37,9″ W    | Straße Schiene | 1966    | Hängebrücke, Doppelstockbrücke | Stahl    | 1013            | 2277       | A2                                                                           |
|      | Terceira Travessia do Tejo                   | Lissabon, Barreiro                                  | Straße Schiene | geplant | Schrägseilbrücke               |          |                 |            |                                                                              |
|      | Ponte Vasco da Gama                          | Sacavém, Montijo 38° 45′ 55″ N, 9° 2′ 33″ W         | Straße         | 1998    | Schrägseilbrücke               | Beton    | 420             | 12345      | , längste Brücke Europas                                                     |
|      | Ponte Marechal Carmona                       | Vila Franca de Xira 38° 57′ 22,3″ N, 8° 58′ 44″ W   | Straße         | 1951    | Bogenbrücke                    | Stahl    | 104             | 1224       | N 10                                                                         |
|      | Ponte da Lezíria                             | Carregado, Benavente 39° 0′ 46,8″ N, 8° 56′ 6″ W    | Straße         | 2007    | Balkenbrücke                   | Beton    | 133             | 0972       | , Länge mit Vorlandbrücken 12 km                                             |
|      | Ponte Rainha D. Amélia                       | Muge 39° 6′ 18,8″ N, 8° 44′ 3,5″ W                  | Straße         | 1904    | Fachwerkträger- balkenbrücke   | Eisen    |                 | 0840       |                                                                              |
|      | Eisenbahnbrücke neben Ponte Rainha D. Amélia | Muge 39° 6′ 18,8″ N, 8° 44′ 2,6″ W                  | Schiene        | ~1980   | Balkenbrücke                   |          |                 |            | Linha de Venda Novas                                                         |
|      | Ponte Salgueiro Maia                         | Santarém 39° 12′ 4,5″ N, 8° 40′ 51,7″ W             | Straße         | 2000    | Schrägseilbrücke               | Beton    | 246             | 0570       | , Länge mit Vorlandbrücken 4300 m                                            |
|      | Ponte D. Luís I                              | Santarém, Almeirim 39° 14′ 2,6″ N, 8° 40′ 20″ W     | Straße         | 1881    | Fachwerkträger- balkenbrücke   | Eisen    | 63              | 1215       | N 114                                                                        |
|      | Ponte da Chamusca                            | Golegã, Chamusca 39° 23′ 2″ N, 8° 27′ 36,2″ W       | Straße         | 1909    | Fachwerkträger- balkenbrücke   | Eisen    | 71              | 0756       | N 243                                                                        |
|      | Ponte ferroviária da Praia do Ribatejo       | Praia do Ribatejo 39° 28′ 6,7″ N, 8° 20′ 26″ W      | Schiene        | 1959    | Balkenbrücke                   | Stahl    |                 | 0500       | Linha de Beira Baixa                                                         |
|      | Ponte da Praia do Ribatejo                   | Praia do Ribatejo 39° 28′ 6,7″ N, 8° 20′ 26″ W      | Straße         | 1889    | Fachwerkträger- balkenbrücke   | Eisen    |                 | 0500       | N 3-9                                                                        |
|      | Ponte rodoviária de Abrantes                 | Abrantes 39° 26′ 59″ N, 8° 11′ 43″ W                | Straße         | 1870    | Fachwerkträger- balkenbrücke   | Eisen    |                 | 0368       | N 2                                                                          |
|      | Ponte ferroviária de Abrantes                | Abrantes 39° 27′ 11,6″ N, 8° 11′ 12,5″ W            | Schiene        | 1889    | Fachwerkträger- balkenbrücke   | Eisen    | 60              | 0429       | Linha de Beira Baixa                                                         |
|      | Ponte do Pego                                | Alvega 39° 28′ 15″ N, 8° 3′ 56″ W                   | Straße Schiene | 1992    |                                |          | 65              | 0507       | N 358, Gleisanschluss zur Central Termoelétrica do Pego (Kraftwerk von Pego) |
|      | Kraftwerk Belver                             | 39° 28′ 47″ N, 7° 59′ 52″ W                         | Straße         | 1952    |                                | Beton    |                 | 0420       | Straße über die Staumauer                                                    |
|      | Ponte de Belver                              | Belver, Gavião 39° 29′ 27,8″ N, 7° 57′ 3,2″ W       | Straße         | 1907    | Fachwerkträger- balkenbrücke   | Stahl    |                 | 0239       | N 244                                                                        |
|      | Kraftwerk Fratel                             | Fratel 39° 32′ 36″ N, 7° 48′ 10″ W                  | Straße         | 1974    |                                | Beton    |                 | 0265       | , Straße über die Staumauer                                                  |
|      | Ponte de Portas de Ródão                     | Vila Velha de Ródão 39° 38′ 48,9″ N, 7° 40′ 35,3″ W | Straße         | 1888    | Fachwerkträger- balkenbrücke   | Eisen    |                 | 0167       | N 18                                                                         |

- Karte mit allen Koordinaten:
- OSM |
- WikiMap